# Koninklijke Harmoniekapel Delft
De Koninklijke Harmoniekapel Delft is een muziekvereniging uit de Nederlandse stad Delft, bestaande uit twee harmonieorkesten (ook wel symfonische blaasorkesten genoemd): "De Kapel" en "De Kleine Harmonie".

## De Kapel
De Kapel is een harmonieorkest van ongeveer 80 muzikanten. De nadruk bij De Kapel ligt op een symfonisch repertoire. Dat betekent veel originele composities voor harmonieorkesten en transcripties van het klassieke repertoire voor symfonieorkest, maar ook van musicals of filmmuziek en minder marsmuziek en (arrangementen van) lichte muziek.
De Kapel komt sinds 2009 uit in de eerste divisie (de voormalige Vaandelafdeling) van de muziekbond KNFM, thans de Koninklijke Nederlandse Muziek Organisatie (KNMO). Dit is de hoogste afdeling. Om in deze afdeling te blijven, wordt er minimaal één keer per vijf jaar aan een concours deelgenomen.

## De Kleine Harmonie
De Kleine Harmonie is een harmonieorkest dat bestaat uit ongeveer 55 muzikanten. Het repertoire is een combinatie van symfonische werken en bewerkingen van populaire muziek voor harmonie-orkest.

## Geschiedenis
De Koninklijke Harmoniekapel Delft is op 21 maart 1883 opgericht als fabrieksorkest van de Koninklijke Nederlandsche Gist- en Spiritusfabriek (het huidige DSM Gist B.V.). Grote initiator was Jacques van Marken, de sociaal bewogen directeur van de fabrieken.

### De dirigenten van de Kapel/ Kapelmeesters
- 1883-1884: Frits Boers
- 1884-1898: Willem Keereweer sr.
- 1898-1921: Willem Keereweer jr.
- 1922-1954: Frans Bandel
- 1954-1964: Piet Van Mever
- 1964-1969: Ton Kotter
- 1969-1971: Sjef van de Poort
- 1971-1990: Gerard Weijers
- 1990-2010: Ton van Grevenbroek
- maart-december 2010: Sander van der Loo (ad interim)
- december 2010-2015: Steven Walker
- mei 2015-december 2022: Erik Janssen
- januari 2023 - heden: Paul van Gils

### De activiteiten
Er werd regelmatig met succes deelgenomen aan concoursen en er waren vele malen optredens in de (inmiddels gesloopte) Delftse Stadsdoelen en, op zondagochtend, in de kiosk in het Agnetapark. Al in de 19e eeuw speelde de Harmoniekapel regelmatig buiten Delft, zoals in Vlaardingen en Hengelo (1893), in Antwerpen (1894) en op de Wereldtentoonstelling van 1895 in Amsterdam.
In de periode 1921-1931 wordt er vele malen opgetreden in de Rotterdamse Diergaarde Blijdorp. In 1929 is de Harmoniekapel zelfs een aantal keren te horen op de AVRO-radio en in 1936 wordt de AVRO-studio door de Kapel geopend, met de AVRO-mars van de hand van dirigent Bandel.
In 1937 is de Kapel present bij het huwelijk tussen Prinses Juliana en Prins Bernhard in de Nieuwe Kerk te Delft. In datzelfde jaar loopt het orkest over de grasmat bij de bekerfinale tussen Sparta en Feyenoord.
In deze tijd voor de Tweede Wereldoorlog behoorde de Harmoniekapel lange tijd tot de landelijke top van blaasorkesten. Ook na de oorlog doet de Kapel mee aan diverse evenementen in en buiten Delft, zoals de jaarlijkse Bedrijfsmuziekfestivals. In 1948 werd een drumband opgericht. Deze tak van de vereniging bestaat inmiddels niet meer. Ook het marcheren over straat behoort inmiddels tot het verleden.
Bij het 75-jarig bestaan in 1959 kreeg de vereniging het predicaat Koninklijk. Tot 1966 werden geen vrouwen tot de Kapel toegelaten. In 1976 werd een aspirantenorkest opgericht als opleidingsorkest. Tegenwoordig is het onder de naam "Kleine Harmonie" één van de twee uitvoerende orkesten.
In september 2022 is Jong KHD opgericht, met als doelgroep beginnende, jeugdige muzkiant